# Côte du golfe du Mississippi

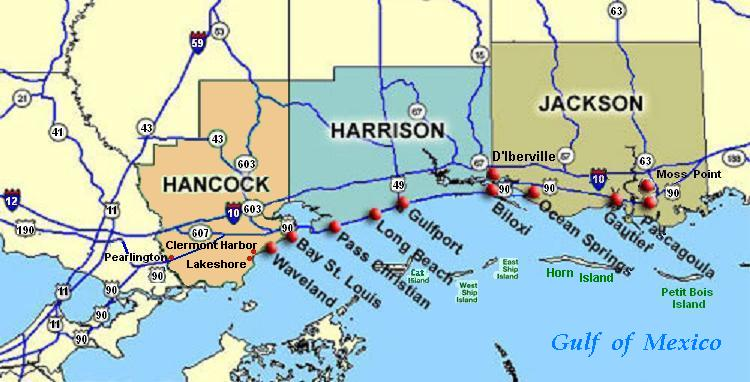
Carte de la côte du golfe du Mississippi avec les comtés et les principales villes en évidence.

La côte du golfe du Mississippi (en anglais : Mississippi Gulf Coast) est la région du sud du Mississippi le long de la région du golfe du Mexique.
Traditionnellement, le terme correspond à la côte des comtés de Hancock, de Harrison et de Jackson.